# Joaquín Botero
Joaquín Botero   (La Paz, 10 de desembre de 1977) és un exfutbolista bolivià de la dècada de 2000.
Fou 48 cops internacional amb la selecció de Bolívia.
Pel que fa a clubs, defensà els colors de Club Bolívar, Pumas, San Lorenzo de Almagro, Deportivo Táchira, Correcaminos UAT, Al Arabi Kuwait i San José.